# Карни
Карните (Carni, на гръцки: Καρνίοι) са древно племе, живяло през 4 век пр.н.е. в Източните Алпи в Норик и регион Венеция (Венето). Дават имената на Карния (в провинция Удине, Италия), Крайна (в Словения) и Каринтия (в Австрия).
През 400 пр.н.е. са живели на Дунав и Рейн. Те са галско племе, сродно на келтите, което се съюзява с венетските народи. Съюзени са с хистрите, яподите, тавриските келти и либурните.
Принадлежат към Кастелерската култура (15-3 век пр.н.е.) в Истрия. Споменават се за пръв път през 186 пр.н.е.. На 15 ноември 115 пр.н.е. Марк Емилий Скавър
се бие с карните и празнува триумф.